# Burkhart Engelberg

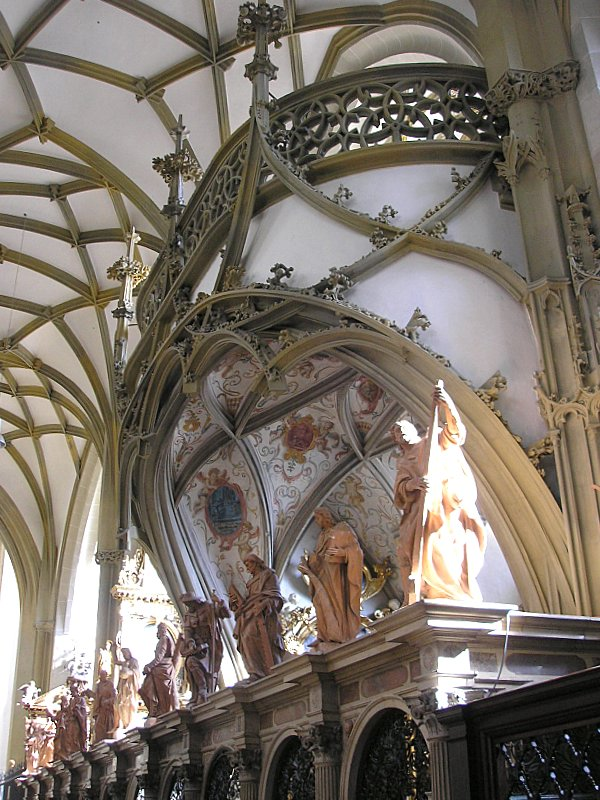
Die Simpertuskapelle in St. Ulrich und Afra (um 1495)

Burkhart Engelberg, auch Burkhard Engelberger (* um 1447 vielleicht in Hornberg; † 12. Februar 1512 in Augsburg), war ein Steinmetz, Architekt und Stadtbaumeister von Augsburg. Er führte zwischen etwa 1490 und 1512 die größte private Steinmetzwerkstatt mit überregionaler Wirkung in der Reichsstadt Augsburg.

## Leben
Engelberg wurde um 1447 vielleicht in Hornberg geboren und wurde wahrscheinlich am Oberrhein und in Schwaben ausgebildet. 
Nach seiner Übersiedlung nach Augsburg kurz vor 1477 konnte er im Laufe der Zeit einen großen Baubetrieb mit verschiedenen Parlieren und Meistern für spezielle Aufgaben aufbauen, der ganz unterschiedliche Arbeiten auch überregional ausführte.
Nachdem die Basilika St. Ulrich und Afra 1474 durch einen Sturm eingestürzt war, übernahm er 1477 die Funktion eines Parliers und anschließend den Entwurf, die Bauleitung und Ausführung des Neubaus, der bis 1512 andauerte.
Er wirkte ab 1483 bei der Umgestaltung des Doms mit und 1493 bei der Rettung des abgesenkten Turms des Ulmer Münsters. Engelberg war außerdem bei der Errichtung der Bozener Pfarrkirche dabei und projektierte den Turm der Kirche von Schwaz. In Augsburg entwarf er zahlreiche Bürgerhäuser, unter anderem das Doppelanwesen der Brüder Ulrich, Georg und Jakob Fugger.

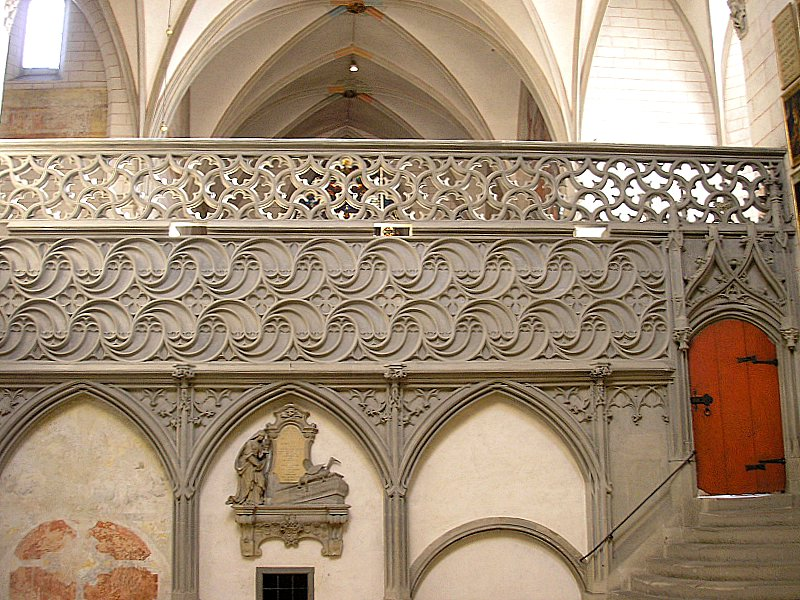
Die 1501 vollendeten Chorschranken im Augsburger Dom

Aus seiner Werkstatt gingen zahlreiche Zierarchitekturen (Mikroarchitektur) hervor: Zusammen mit Gregor Erhart und A. Daucher schuf er um 1502 das Sakramentshaus von St. Moritz in Augsburg. 1503 entstand das Sakramentshaus in der Donauwörther Stadtpfarrkirche. Zwischen etwa 1490 und 1501 entstand die reich durch Blendmaßwerk ornamentierte Schrankenanlage im Augsburger Dom. 
Vielleicht war er auch für die Ausführung der architektonischen Arbeiten der Fuggerkapelle bei St. Anna in Augsburg verantwortlich.
Engelberg lebte in der Augsburger Armenhausgasse 1, an der heute eine Gedenktafel an ihn erinnert. Zudem benannte die Stadt Augsburg eine Straße im Wolfram- und Herrenbachviertel nach ihm. Er war führender Baumeister seiner Zeit und wird aufgrund seines hohen Steueraufkommens zu den vermögendsten Künstlern seiner Epoche gerechnet. Sein Grabstein liegt in der Basilika St. Ulrich und Afra.